# Macrocypridina castanea
Macrocypridina castanea är en kräftdjursart som först beskrevs av Brady 1897.  Macrocypridina castanea ingår i släktet Macrocypridina och familjen Cypridinidae. Inga underarter finns listade i Catalogue of Life.